# حسن بن طوق بن سيف التميمي
حسن بن طوق بن سيف التميمي من العناقر من بني سعد بن زيد مناة من بني تميم (850 هـ - 865 هـ)، مؤسس إمارة العيينة وجد الأسرة المعمرية انتقل من ثرمداء لملهم فالعيينة، حيث اشتراها وعمرها واستقطب جماعات من الناس أسهموا معه في بنائها.
يتضح أن حسناً ذو شخصية قيادية، ومال كثير توفرت فيه صفات القيادة ومؤهلات الزعامة العربية التقليدية التي من أهمها أصالة النسب والكرم والشجاعة فاستطاع أن يوظفها في بناء بلده، وتوسيع نفوذه وتثبيت دعائم إمارته، بل استطاع أن يضم لنفوذه سدوس وحزوى وموقع حريملاء، ولم توضح لنا المصادر التاريخية أن ذلك التوسع كان سلماً أو حرباً، ولكن الرواية الشفهية تفيد أن حسناً مر بسدوس في موسم الربيع فشاهد طيب تربتها وكثرة نباتاتها، وكانت عبارة عن بقايا قصور مشيدة مهملة وآبار قديمة معطلة قد هجرها أهلها، فلم يكن بها ساكن، فاستولى عليها ودفعها إلى بعض رجاله وطلب منهم زراعتها، واتخذ فيها قصراً وكانت مزارعها محصورة في الفرغ وما حوله من البساتين والمزارع ولم تشر المصادر التي بين أيدينا عن أي معلومات أو أحداث أخرى قام بها حسن، وليس معنى هذا أنه ليس هناك شيء من ذلك بل المعتقد أنه لم يكن هناك تدوين لتلك الأحداث، ومهما يكن من أمر فإن حسناً أسس إمارة قوية خلال خمسة عشر عاماً من شرائه العيينة.

## وفاته
توفى عام 865هـ. وأصبحت الإمارة متوارثة في ذريته من بعده.